# Wikipedia in tataro
La Wikipedia in tataro (tataro: Татар Википедиясе), spesso abbreviata in tt.wiki, è l'edizione in lingua tatara dell'enciclopedia online Wikipedia.

## Storia
È stata aperta il 15 settembre 2003.
Le voci sono scritte sia in caratteri cirillici che latini.

## Statistiche
La Wikipedia in tataro ha 502 535 voci, 831 020 pagine, 54 846 utenti registrati di cui 92 attivi, 6 amministratori e una "profondità" (depth) di 2 (al 20 marzo 2025).
È la 31ª Wikipedia per numero di voci e, come "profondità", è la 70ª tra quelle con più di 100.000 voci (al 27 gennaio 2025).

## Cronologia
- 8 luglio 2011 — supera le 10.000 voci
- 27 luglio 2013 — supera le 50.000 voci ed è la 63ª Wikipedia per numero di voci
- 10 giugno 2020 — supera le 100.000 voci ed è la 67ª Wikipedia per numero di voci
- 5 ottobre 2020 — supera le 150.000 voci ed è la 56ª Wikipedia per numero di voci
- 30 ottobre 2020 — supera le 200.000 voci ed è la 47ª Wikipedia per numero di voci
- 31 luglio 2021 — supera le 300.000 voci ed è la 36ª Wikipedia per numero di voci
- 1º febbraio 2022 — supera le 400.000 voci ed è la 33ª Wikipedia per numero di voci
- 23 aprile 2023 — supera le 500.000 voci ed è la 30ª Wikipedia per numero di voci